# BARAKAN MORNING
『バラカン・モーニング』（Barakan Morning）は、InterFM897の音楽番組。2009年10月5日放送開始。2012年3月30日に一旦終了するが、1年の休止を経て2013年4月1日に再開。2014年9月30日に番組終了。2013年4月以降、InterFM897内で日本語のニュースが流れる唯一の番組だった。

## 放送時間
第1章
- 2009年10月5日 - 2012年3月30日 : 月-金曜日 07:00 - 10:00(JST)

第2章
- 2013年4月1日 - 2014年9月30日 : 月-木曜日 07:00 - 10:00(JST)

## 出演者
- ピーター・バラカン[1] - 番組進行、全選曲
- 稲葉智美 (2013年11月4日-) - 番組進行および日本語ニュース・気象情報
- K.C (2013年4月-) - 英語ニュース・気象情報。当番組の前に放送の「Live@5」のDJも務めた。番組リスナーから、2013年InterFM年間DJ大賞に選ばれた。
- 志賀正博 - InterFMディレクター。番組中、トラブルがあったときには「志賀さんが走っています」との説明がされることがある。また、番組内のジングルのBGMを選曲。
- 竹内孝幸 - 株式会社エルプ（英語版）の営業、「エルプの竹内さん」。毎月最終木曜日にレーザーターンテーブルを持って登場。
- 井上逸兵 - 慶応義塾大学教授・文学博士。毎週水曜日のTalking About Language コーナーに登場。

過去に出演
- 柳井麻希 (2009年10月-2012年3月) - 番組中断期間中に放送されていた「Catch Up」のDJも務めた。
- 今村知子 (2013年4月-10月31日)

代理で出演
- 渡辺麻耶 (2010年7月12日-16日、2012年3月12日-16日、2013年9月2日-4日)
  - 柳井麻希、今村知子 休暇のため。
- 萩原健太 (2013年7月1日-4日、2014年6月23日-26日)
  - ピーター・バラカン 休暇のため。全選曲も担当。
- 金子桃 (2014年9月8日-11日)
  - 稲葉智美 休暇のため。

## タイムテーブル

### 2014年9月末時
- 07:05 ニュース (日本語)
- 07:10 Around the Web
- 07:27 交通情報[2]
- 07:35 ニュース (英語)
- 07:57 交通情報[2]
- 08:05 ニュース (日本語)
- 08:07 Two Way Bulletin Board
- 08:30 交通情報[2]
- 08:40 稲葉智美の夏フェスガイド (火曜) ／ Talking About Language (水曜)
- 08:57 交通情報[2]
- 09:00 ニュース (英語)
- 09:10 Barakan Box (月-水曜)／名盤片面 (木曜)[3]／ゲストコーナー (随時)
- 09:35 Song of the Week

## 番組内容

### 番組コーナー
7時台
- Around the Web
  - ピーター・バラカンが世界中のニュース記事から選んだニュースを紹介するコーナー。

8時台
- Two Way Bulletin Board
  - リスナーからのメールを紹介したり、番組からのお知らせを行うコーナー。Paul Stuartのコーナー放送中(2013年9月-2014年2月)は、放送枠が繰り下がっていた。放送されない時もある。
- 稲葉智美の夏フェスガイド (2014年4月1日開始)
  - 毎週火曜、8:40 放送。野外フェスティバルに来日するミュージシャンや、過去に来日したミュージシャン等を稲葉のセレクトで取り上げ、バラカンに挑戦する。
- Talking About Language (2010年6月3日開始、2013年3月27日終了。2014年4月1日再開)
  - 毎週水曜、8:40 放送。言語学者の井上逸兵とともに、日本語と英語の不思議に迫るトークコーナー。2010年6月3日に前身のバラカン・モーニングで放送開始し、中断中に放送されていた番組「Catch Up!」(DJ･柳井麻紀)にも引き継がれていた。このコーナーのみ事前収録。

9時台
- Barakan Box
  - ピーター・バラカンおすすめの音楽や映画、ゲストが登場する場合はインタビューや生演奏を届けるコーナー。
- 名盤片面[3] (2013年4月4日 開始)
  - 毎週1枚のアナログ・レコードの片面をそのまま放送するコーナー。BARAKAN BEATからコーナーを引き継いだ。最終週はエルプ社製のレーザーターンテーブルを使用する。2014年9月はMONO LP BOXの発売に併せTHE BEATLESを4週に渡って特集した。2014年10月から再開のBARAKAN BEATにて、引き続きこのコーナーは放送されている。
- Song of the Week
  - 毎週1曲を選んで、週終わりまで同曲をかけるコーナー。

### 終了した番組コーナー
- PHILIPS Listen to the MAGIC （2013年4月-7月）
  - フィリップス社提供。毎週月曜日 8:15放送。2012年10月からInterFM897で展開しているキャンペーン「Do You Believe In Magic?」（ラヴィン・スプーンフルのアルバムタイトルから取られている）との連動で、ピーター・バラカンが選曲した『ラジオに魔法をかけた100曲』リストに、ピーターが新たに1曲、リスナーのリクエストから1曲、計2曲を毎週追加していくコーナー。
- Porsche Hit the Road (2013年4月-7月)
  - ポルシェ・ジャパン社提供。毎週水曜日 8:07放送。このコーナーのみ日曜日16:50～17:00に再放送されていた。ポルシェのエンジン音とともに、音楽を紹介するコーナー。
- 今村知子の選んだニュース紹介 (2013年4月-10月)
  - 毎日 8:35放送。コーナー名は特に設けられなかった。ローリング・ストーン誌やNME誌などに掲載された「○○この10曲」などのリストや、ミュージシャンの最近の動向を発表することが多かった。今村の番組卒業後、コーナー枠は消滅したが、2014年1月にエクスペディアのコーナーが同枠に移動して復活した。
- Paul Stuart 75 Glorious years of Music (2013年9月2日-2014年1月9日、全75回)
  - ポール・ステュアート社提供。毎日 8:07放送。ポール・ステュアートのブランド設立1938年から、75周年を迎えた2013年までを、毎日1年ずつ、その年を代表する名曲で振り返るコーナー。コーナー枠以外でもその日の特集年に発売された楽曲が多くかかるようになっている。2013年11月12日には、東京・綱町三井倶楽部にて開かれたブランド設立75周年記念パーティの中で、ピーター・バラカンとジェシー・ハリスによるトークショー＆ミニライブが行われた。Porsche Hit the Roadと同じコーナー枠で放送。
- Paul Stuart New York Notes (2014年1月13日-2月27日、全28回・7特集)
  - ポール・ステュアート社提供。毎日 8:07放送。ニューヨークにゆかりのあるミュージシャンを週替わりで取り上げるコーナー。ポール・サイモン、ノラ・ジョーンズ、ブルース・スプリングスティーン、キャロル・キングとジェリー・ゴフィン、ジェリー・リーバーとマイク・ストーラー、バート・バーンズ (Bert Berns)、バート・バカラックを取り上げた。Paul Stuart 75 Glorious years of Music と同枠で放送。
- Expedia Music Of The World (2013年8月1日 開始、2014年1月1日 放送枠変更、2014年3月31日終了)
  - ピーター・バラカンが選んだ世界の楽曲を紹介するコーナー。エクスペディア社提供。当初7時35分頃に放送されていたが、2014年1月1日から、放送枠が1時間繰り下がった。（以前、今村知子のニュース紹介があった枠）
- 健太さんに聞いてみよう (2014年6月第4週・6月23日-26日)
  - リスナーからの質問に萩原健太が答える1週間限定コーナー。Two Way Bulletin Boardの代わりに放送。
- 名曲レコードいい音アーカイブ (2014年8月4日-8月28日)
  - 8月中の毎日 8:35 放送。エルプ社の竹内が主催した同名イベント(8月2日、銀座ブルーアイズ)で流れたレコードの曲を、エルプのレーザーターンテーブルを通してコンピューターに取り込み、それをCDに焼いたものを毎日1曲オンエアするコーナー。イベントに先駆けて、事前にリスナーから後世に残したいアナログレコードの曲を募集した。
- Music To Stay Home For (2014年8月7日・14日・21日・28日放送)
  - 毎週木曜、8:10 放送。夏の時期に自宅で快適に過ごすための音楽をピーター・バラカンが提案。三菱地所ホーム提供。14年12月にはBARAKAN BEATでも放送された。

- Album of the Week
- 英語教育革命
- PB Mix (2009年10月-2010年5月、毎週木曜日)[4]
  - ピーター・バラカンのDJ ミックスコーナー。

### コーナー枠変遷
7時35分枠
- 2013年4月-12月 Expedia Music Of The World (8時35分枠に移動)
- 2014年 コーナーなし

8時10分枠
- 2013年4月-7月 PHILIPS Listen to the MAGIC (月曜)、Porsche Hit the Road (水曜)
- 2013年8月 コーナーなし
- 2013年9月-14年1月 Paul Stuart 75 Glorious years of Music
- 2014年1月-2月 Paul Stuart New York Notes
- 2014年3月-7月 コーナーなし
- 2014年8月 Music To Stay Home For
- 2014年9月 コーナーなし

8時35分枠
- 2013年4月-10月 今村知子の選んだニュース紹介
- 2013年11月-12月 コーナーなし
- 2014年1月-3月 Expedia Music Of The World
- 2014年4月-10月 稲葉智美の夏フェスガイド(火曜)、Talking About Language(水曜)
- 2014年8月 名曲レコードいい音アーカイブ（上2つのコーナーは時間繰り下げ）

### 企画・特集
- Real Music リクエスト・ウィーク (2013年4月第3週・4月15日-18日)
  - InterFM897局の統一企画。
- Bob Dylanを毎週木曜日にオンエア (2013年4月-14年3月)
  - 「Theme Time Radio Hour」が木曜日に放送されていた時期に、告知の意味合いも兼ねてボブ・ディランの曲が選曲された。
- Paul McCartney Week (2013年8月第4週)
  - InterFM897局の統一企画。ポール・マッカートニーの11年ぶりの来日を記念して。
- Live! Live! Live! Endless Summer (2013年8月第5週) 
  - InterFM897局の統一企画。番組では、「名盤片面」のコーナーも含めて、ほぼ全曲が新旧ライブ音源で構成された。
- Summertime (2013年7･8月)
  - スタンダード・ナンバーの「サマータイム」を様々な歌手のバージョンでオンエア。（特に企画名は明言されず）
- Magic of Music (2013年10月21日-27日)
  - InterFM897局の統一企画。リスナーから魔法を感じる曲のリクエストを募集など。
- あなたの今年一番の音楽 リクエスト (2013年12月9日-12日)
- グラミー賞関連曲特集ウィーク (2014年1月第3週・1月20日-23日)
- ディラン祭り (2014年2月第3週・2月17日-20日)
- 振り返ればストーンズ祭り (2014年2月第4週・2月24日-27日)
  - 当初は企画されていなかったが、この週に来日公演もありストーンズの曲のオンエアが集中したため、週の終わりにはバラカンが明言。
- 来日してほしい存命ミュージシャン・リクエスト (2014年4月第4週・4月21日-24日)
- あなたの朝、この一枚・写真館 (2014年6月第2週・6月9日-12日)
  - リスナーから朝の風景を切り取った写真を大々的に募集し、ブログの特設ページで公開した。

## 主なゲスト出演者
2009年
- マリーザ（英語版） (10月14日・16日)
- ラウー（英語版） (10月30日)
- アルタン (12月10日)

2010年
- 田中靖彦 (脚本家、1月28日)
- 清水靖晃 (2月19日)
- 清水康一朗 (4月8日)
- ジェシー・ハリス (10月12日)
- 中村まり (12月22日)

2011年
- チップ・テイラー（英語版） (1月24日)
- ラリー・カールトン (4月8日)
- ヴァルティナ (5月27日)
- バラケ・シソコ&ヴァンサン・セガール (6月6日)
- 樋口泰人 (爆音映画祭プロデューサー、boid主宰。6月24日)
- 松任谷愛介 (音楽プロデューサー、7月6日)
- レーヴェン (9月5日)
- デヴィッド・ニックターン、有田純弘 (9月19日)
- ムスタファ・サイード（英語版） (9月26日)
- アリソン・ブラウン、有田純弘 (10月5日)
- ジェイク・シマブクロ (10月11日)
- アブドゥー・ンブプ (10月21日)
- ヴェーセン (11月4日)

2012年
- モーガン・フィッシャー (2月21日)
- 中村まり (2月22日)
- シンディ・ローパー (電話出演、2月23日)

2013年
- ローレンス・ジューバー (4月8日)
- リチャード・ジュリアン (4月9日)
- マルセル・パウエル（ポルトガル語版）(4月10日)
- ルーマー (5月15日)
- ラウー (6月13日)
- サム・リー(英国の歌手)（英語版） (6月17日)
- 大友博 (音楽評論家)
- 塚本浩哉 (ギタリスト)
- アニャンゴ (ニャティティ奏者)

2014年
- 濱口祐自 (ギタリスト)
- 久保田真琴
- 高橋幸宏 (録音インタビュー)
- デレク・トラックス (電話出演、1月13日・14日)
- ネイサン・イースト (2月24日)
- 樋口泰人、西村かなう (吉祥寺バウスシアター副支配人、4月23日)
- ヨーマ・カウコネン、ジャック・キャサディ／ホット・チュナ（英語版） (4月24日)
- ポール・マッカートニー (電話出演、5月15日・19日)
- 鷲巣功 (5月29日)
- 佐橋佳幸 (6月25日)
- 藤倉嗣久、千賀太郎／MONSTER大陸 (7月2日)
- オノ・ヨーコ (録音インタビュー、8月5日)
- 大友博 (音楽評論家、8月7日)
- マイラ・アンドラーデ (8月20日)
- ドナルド・ハリソン (アメリカ、8月26日)
- ジュピター & オクウェス・インターナショナル (コンゴ、8月27日)
- ボンゲジウエ・マバンドラ (南アフリカ、8月28日)
- フローリン・ニクレスク（英語版） (フランスのジャズ・バイオリニスト、9月3日)
- クレズモフォビア（英語版） (デンマーク、9月4日)
- アニャンゴ (ニャティティ奏者、9月15日)
- 五十嵐正 (音楽ジャーナリスト、9月18日)
- Rei(シンガーソングライター・ギタリスト、9月22日)
- イタリアン・サーフ・アカデミー (イタリア人が率いるニューヨークのバンド、9月23日)
- サム・リー (英国歌手、9月24日)
- 塚本浩哉 (ギタリスト、9月25日)
- アッシャーG (英国DJ、9月29日)

## テーマ曲
オープニング
- ダーティー・ダズン・ブラス・バンド 「Big Chief (feat. Dr. John)」

各コーナー等
- ブッカー T. & ザ・MG'ズ 「Groovin'」（名盤片面のコーナー）
- ブッカー T. & ザ・MG'ズ 「Booker Loo」 (7時半のBGM)
- ビリー & ザ・キングビー「Bango」(7時半過ぎのニュース終わりのBGM)
- カチャイート（英語版） 「Mis Dos Pequenas」（Two Way Bulletin Boardのコーナー）
- ジョン・スコフィールド　「Hit The Road Jack」（Porsche Hit The Roadのコーナー）
- ペンギン・カフェ・オーケストラ　「In the Back of a Taxi」（8時半のBGM[5]）
- ビル・フリゼール 「That's Alright Mama」 （Song Of The Weekのコーナー）
- ステファン・グラッペリ 「'S Wonderful」 (Barakan Boxのコーナー)
- ソウライブ 「Steppin'」 (Paul Stewart New York Notesのコーナー)
- カール・ダグラス 「Kung Fu fighting (吼えろ! ドラゴン)」 (稲葉智美の夏フェスガイドのコーナー)
- Rei (シンガーソングライター)「Today」 (7時半のBGM・番組への書き下ろし提供曲[6])
- Rei (シンガーソングライター)「Pete's Muffin」(ジングル・番組への書き下ろし提供曲[6])

9時30分ごろのミックス・ジングルに使用されている曲
- チャック・ベリー 「ロール・オーバー・ベートーヴェン」
- ザ・キンクス 「ユー・リアリー・ガット・ミー」
- クリーム 「サンシャイン・ラブ」
- ジミ・ヘンドリックス・エクスペリエンス 「パープル・ヘイズ」
- ジェームズ・ブラウン 「パパのニューバッグ」
- スライ&ザ・ファミリー・ストーン 「ダンス・トゥ・ザ・ミュージック」
- ザ・ローリング・ストーンズ 「サティスファクション」
- ザ・ドアーズ 「ハートに火をつけて」
- ボブ・ディラン 「ライク・ア・ローリング・ストーン」
- リッキー・リー・ジョーンズ 「恋するチャック」
- アヴェレイジ・ホワイト・バンド 「ピック・アップ・ザ・ピーセズ」
- ザ・ステイプル・シンガーズ 「アイル・テイク・ユー・ゼア」
- アル・グリーン 「レッツ・ステイ・トゥゲザー」
- サム&デイヴ 「ソウル・マン」

交通情報前のドラムロール
- ジェームズ・ブラウン 「Funkey Drummer」の一部

エンディング
- ジョン・ハンディ（英語版） 「Hard Work」

## 報道規制
2014年1月20日放送で、出演者のピーター・バラカンが、複数の放送局から「都知事選終了まで原発の話題に触れるな」と言われた事を暴露した。
東日本大震災直後の2011年4月の放送では、反核・反原発ソングとして知られるRCサクセションの「ラブ・ミー・テンダー」にリクエストが集中し、ピーター・バラカンも今かけるべきと判断したが、局に止められたと暴露した。

## その他
- 放送ライブラリー(横浜市)には、2013年4月25日の放送 (ゲスト: ヨンリコ･スコット･バンド、名盤片面: ラヴィン・スプーンフル「Do You Believe In Magic」) がアーカイブ保存されている。[8]
- 毎月最終週には都内でリスナーを招待したイベント「名盤レコード・いい音ライブ」を開催。「名盤片面」で取り上げられたレコードを中心に、音響設備の整った施設で音を楽しんでもらおうというイベント。司会はエルプの竹内が行い、バラカンと稲葉が参加する月もあった。
- 2014年5月31日に行われたライブイベント『下北沢サウンドクルージング』では、Art ReG cafe会場に番組主催のステージが設けられ、司会者2人のトークのあと、アーサー・ファウラー、Rei、濱口祐自、中村まりが出演した。
- 2014年6月17日の番組冒頭にて「番組の公式ツイッターのフォロワー数が1万人を超えた。これは日本のFM番組としては最も多い数字」と発表された。

## 番組の終了
- 2014年9月15日の番組終盤にて 9月末での番組終了が発表された。番組ツイッターやメールで番組終了を惜しむ声が多数寄せられた[9]。なお、ピーター・バラカンが日曜夜に『BARAKAN BEAT』を再開させることも同時に発表された。一部のコーナーは引き継がれている。